# Периферийный капитализм
Перифери́йный капитали́зм (исп. Capitalismo periférico) — форма капитализма, характерная для стран «Третьего мира» (стран «периферии» в мир-системной теории). Термин активно используется в теории зависимости; впервые предложен в работах Р. Пребиша (1976) и развит в трудах Т. Дус-Сантуса.
Классическая теория капитализма рассматривала капитализм либо в рамках национальной экономики (ортокапитализм), либо экстраполировала эти данные на весь мир. Теория периферийного капитализма отчасти коррелирует с ленинской идеей империализма, однако она имеет свои особенности. Например, в ленинской теории периферийные страны воспринимались как пролетарские, то есть участвующие в производстве мирового богатства. Периферийный капитализм рассматривается как тупиковая ветвь мирового развития, поэтому термин «развивающиеся страны» признан некорректным. Прежде всего, периферийный капитализм существует при отсутствии свободного рынка и неприкосновенности частной собственности. Первое исключается невозможностью конкуренции с иностранными монополистами, а второе — высоким уровнем криминализации общества. Попытки некоторых стран ввести протекционистскую политику приводят к формированию госкапитализма, что также противоречит условиям классического капитализма.
Периферийный капитализм сформировался на основе колониальных стран, поэтому он несет в себе черты колонии: является сырьевым придатком и рынком сбыта промышленно развитых стран.

## Основные черты
- Экспортный (аграрно-сырьевой, компрадорский) и зависимый характер экономики (банановая республика, проклятие ресурсов, франсафрика)
- Специализация, недиверсифицированность (монокультурность) экономики в условиях мирового разделения труда, причем страны Третьего мира занимают в этом разделении труда заведомо невыгодное положение («Бедный Юг»).
- Олигархическая система правления, коррупция гос.учреждений (Кумовской капитализм, Клептократия, Мафиозное государство)
- Неразвитый внутренний рынок в условиях нищеты подавляющей части населения. Яркими следствиями такого состояния являются утечка мозгов, трудовая миграция и Бегство капитала, что в переделе приводит к исчерпанию ресурсов.
- Депопуляция (в некоторых странах)
- Политическая нестабильность, рост социальной напряженности
- Деиндустриализация (в ряде стран третьего мира)